# Bellator egretta
Bellator egretta és una espècie de peix pertanyent a la família dels tríglids.

## Descripció
- Fa 20 cm de llargària màxima.[2]

## Hàbitat
És un peix marí, demersal i de clima subtropical (37°N-7°N).

## Distribució geogràfica
Es troba a l'Atlàntic occidental: des de Carolina del Nord i el sud-est del Golf de Mèxic fins al nord de Sud-amèrica.

## Observacions
És inofensiu per als humans.